# Copa Heineken 2005-06
La temporada 2005-2006 de la Copa Heineken fue la 11.ª edición de la máxima competición continental del rugby europeo. En esta edición de nuevo fueron 24 los equipos participantes, divididos en 6 grupos de 4, para afrontar la primera fase de la competición, la fase de grupos. Tras las 6 jornadas correspondientes a esta primera fase, los primeros de cada grupo y los 2 mejores segundos se clasificaron para disputar los cuartos de final, a partidos único, las semifinales y la final. 
En esta 11.ª edición del torneo participaron 7 equipos franceses, 6 ingleses, 4 galeses, 3 irlandeses, 2 italianos y 2 escoceses.

## Fase de liguillas
| \| GRUPO 1 \| |                   |        |      |      |      |      |               |               |      |      |
| | Equipo            | Puntos | Jug. | Vic. | Emp. | Der. | Bonus Ensayos | Bonus Derrota | Ens+ | +/-  |
| 1 | Munster Rugby     | 23     | 6    | 5    | 0    | 1    | 3             | 0             | 22   | +99  |
| 2 | Sale Sharks       | 23     | 6    | 5    | 0    | 1    | 3             | 0             | 17   | +75  |
| 3 | Newport Dragons   | 6      | 6    | 1    | 0    | 5    | 1             | 1             | 14   | -69  |
| 4 | Castres Olympique | 6      | 6    | 1    | 0    | 5    | 1             | 1             | 8    | -105 |
| Ens+ son ensayos a favor. +/- es la diferencia de puntos anotados a favor y en contra. Victoria = 4 puntos. Empate = 2 puntos. Los puntos de bonus se dan por anotar 4 ensayos o más, y por perder por 7 puntos o menos. |                   |        |      |      |      |      |               |               |      |      |
| GRUPO 1 |                   |        |      |      |      |      |               |               |      |      |

| \| GRUPO 2 \| |                 |        |      |      |      |      |               |               |      |      |
| | Equipo          | Puntos | Jug. | Vic. | Emp. | Der. | Bonus Ensayos | Bonus Derrota | Ens+ | +/-  |
| 1 | Perpignan       | 23     | 6    | 5    | 0    | 1    | 2             | 1             | 20   | +108 |
| 2 | Leeds Tykes     | 20     | 6    | 4    | 0    | 2    | 3             | 1             | 19   | +52  |
| 3 | Cardiff Blues   | 15     | 6    | 3    | 0    | 3    | 3             | 0             | 16   | -17  |
| 4 | Rugby Calvisano | 0      | 6    | 0    | 0    | 6    | 0             | 0             | 4    | -143 |
| Ens+ son ensayos a favor. +/- es la diferencia de puntos anotados a favor y en contra. Victoria = 4 puntos. Empate = 2 puntos. Los puntos de bonus se dan por anotar 4 ensayos o más, y por perder por 7 puntos o menos. |                 |        |      |      |      |      |               |               |      |      |
| GRUPO 2 |                 |        |      |      |      |      |               |               |      |      |

| \| GRUPO 3 \| |                  |        |      |      |      |      |               |               |      |     |
| | Equipo           | Puntos | Jug. | Vic. | Emp. | Der. | Bonus Ensayos | Bonus Derrota | Ens+ | +/- |
| 1 | Leicester Tigers | 24     | 6    | 5    | 0    | 1    | 3             | 1             | 19   | +68 |
| 2 | Stade Français   | 20     | 6    | 4    | 0    | 2    | 2             | 2             | 16   | +50 |
| 3 | Ospreys Rugby    | 9      | 6    | 2    | 0    | 4    | 0             | 1             | 9    | -54 |
| 4 | Clermont         | 6      | 6    | 1    | 0    | 5    | 1             | 1             | 14   | -64 |
| Ens+ son ensayos a favor. +/- es la diferencia de puntos anotados a favor y en contra. Victoria = 4 puntos. Empate = 2 puntos. Los puntos de bonus se dan por anotar 4 ensayos o más, y por perder por 7 puntos o menos. |                  |        |      |      |      |      |               |               |      |     |
| GRUPO 3 |                  |        |      |      |      |      |               |               |      |     |

| \| GRUPO 4 \| |                    |        |      |      |      |      |               |               |      |      |
| | Equipo             | Puntos | Jug. | Vic. | Emp. | Der. | Bonus Ensayos | Bonus Derrota | Ens+ | +/-  |
| 1 | Biarritz Olympique | 24     | 6    | 5    | 0    | 1    | 4             | 0             | 24   | +89  |
| 2 | Saracens           | 17     | 6    | 4    | 0    | 2    | 1             | 0             | 12   | -1   |
| 3 | Ulster Rugby       | 14     | 6    | 3    | 0    | 3    | 2             | 0             | 15   | +15  |
| 4 | Benetton Treviso   | 3      | 6    | 0    | 0    | 6    | 2             | 1             | 13   | -103 |
| Ens+ son ensayos a favor. +/- es la diferencia de puntos anotados a favor y en contra. Victoria = 4 puntos. Empate = 2 puntos. Los puntos de bonus se dan por anotar 4 ensayos o más, y por perder por 7 puntos o menos. |                    |        |      |      |      |      |               |               |      |      |
| GRUPO 4 |                    |        |      |      |      |      |               |               |      |      |

| \| GRUPO 5 \| |                  |        |      |      |      |      |               |               |      |     |
| | Equipo           | Puntos | Jug. | Vic. | Emp. | Der. | Bonus Ensayos | Bonus Derrota | Ens+ | +/- |
| 1 | Bath Rugby       | 23     | 6    | 5    | 0    | 1    | 3             | 0             | 18   | +55 |
| 2 | Leinster Rugby   | 22     | 6    | 4    | 0    | 2    | 4             | 2             | 28   | +90 |
| 3 | CS Bourgoin      | 9      | 6    | 2    | 0    | 4    | 1             | 0             | 9    | -86 |
| 4 | Glasgow Warriors | 6      | 6    | 1    | 0    | 5    | 1             | 1             | 16   | -59 |
| Ens+ son ensayos a favor. +/- es la diferencia de puntos anotados a favor y en contra. Victoria = 4 puntos. Empate = 2 puntos. Los puntos de bonus se dan por anotar 4 ensayos o más, y por perder por 7 puntos o menos. |                  |        |      |      |      |      |               |               |      |     |
| GRUPO 5 |                  |        |      |      |      |      |               |               |      |     |

| \| GRUPO 6 \| |                   |        |      |      |      |      |               |               |      |     |
| | Equipo            | Puntos | Jug. | Vic. | Emp. | Der. | Bonus Ensayos | Bonus Derrota | Ens+ | +/- |
| 1 | Stade Toulousain  | 25     | 6    | 5    | 1    | 0    | 3             | 0             | 22   | +64 |
| 2 | London Wasps      | 14     | 6    | 2    | 1    | 3    | 2             | 2             | 18   | +55 |
| 3 | Llanelli Scarlets | 12     | 6    | 2    | 0    | 4    | 2             | 2             | 18   | -54 |
| 4 | Edinburgh Rugby   | 11     | 6    | 2    | 0    | 4    | 1             | 2             | 14   | -65 |
| Ens+ son ensayos a favor. +/- es la diferencia de puntos anotados a favor y en contra. Victoria = 4 puntos. Empate = 2 puntos. Los puntos de bonus se dan por anotar 4 ensayos o más, y por perder por 7 puntos o menos. |                   |        |      |      |      |      |               |               |      |     |
| GRUPO 6 |                   |        |      |      |      |      |               |               |      |     |

## Playoffs
Los 6 equipos que acabaron primeros de grupo se clasificaron para cuartos de final, además de los 2 equipos que acabaron en segunda posición con más puntos. Los equipos que jugaron como locales fueron los que más puntos consiguieron, o en caso de empate se aplicó el criterio de ensayos a favor o diferencia entre puntos anotados y encajados. En las semifinales se aplicó el mismo criterio para decidir qué equipo jugaba como local. La final se disputó el 20 de mayo de 2006 en el Millennium Stadium de Cardiff ante 74.534 espectadores. Munster se coronó por primera vez como Campeón de Europa.
|  | Cuartos de final      | Cuartos de final | Cuartos de final      |         |                    | Semifinales | Semifinales | Semifinales |  |                    | Final    | Final | Final |  |
|  |                       |                  |                       |         |                    |             |             |             |  |                    |          |       |       |  |
|  |                       |                  |                       |         |                    |             |             |             |  |                    |          |       |       |  |
|  | Bandera de Inglaterra | Leicester        | 12                    |         |                    |             |             |             |  |                    |          |       |       |  |
|  | Bandera de Inglaterra | Leicester        | 12                    |         |                    |             |             |             |  |                    |          |       |       |  |
|  | Bandera de Inglaterra | Bath             | 15                    |         |                    |             |             |             |  |                    |          |       |       |  |
|  | Bandera de Inglaterra | Bath             | 15                    |         | Bandera de Francia | Biarritz    | 18          |             |  |                    |          |       |       |  |
|  |                       |                  |                       |         | Bandera de Francia | Biarritz    | 18          |             |  |                    |          |       |       |  |
|  |                       |                  | Bandera de Inglaterra | Bath    | 9                  |             |             |             |  |                    |          |       |       |  |
|  | Bandera de Francia    | Biarritz         | Bandera de Inglaterra | Bath    | 9                  | 11          |             |             |  |                    |          |       |       |  |
|  | Bandera de Francia    | Biarritz         |                       |         |                    |             |             |             |  |                    |          |       |       |  |
|  | Bandera de Inglaterra | Sale             | 6                     |         |                    |             |             |             |  |                    |          |       |       |  |
|  | Bandera de Inglaterra | Sale             | 6                     |         |                    |             |             |             |  | Bandera de Francia | Biarritz | 19    |       |  |
|  |                       |                  |                       |         |                    |             |             |             |  | Bandera de Francia | Biarritz | 19    |       |  |
|  |                       |                  | Bandera de Irlanda    | Munster | 23                 |             |             |             |  |                    |          |       |       |  |
|  | Bandera de Francia    | Toulouse         | Bandera de Irlanda    | Munster | 23                 | 35          |             |             |  |                    |          |       |       |  |
|  | Bandera de Francia    | Toulouse         |                       |         |                    |             |             |             |  |                    |          |       |       |  |
|  | Bandera de Irlanda    | Leinster         | 41                    |         |                    |             |             |             |  |                    |          |       |       |  |
|  | Bandera de Irlanda    | Leinster         | 41                    |         | Bandera de Irlanda | Leinster    | 6           |             |  |                    |          |       |       |  |
|  |                       |                  |                       |         | Bandera de Irlanda | Leinster    | 6           |             |  |                    |          |       |       |  |
|  |                       |                  | Bandera de Irlanda    | Munster | 30                 |             |             |             |  |                    |          |       |       |  |
|  | Bandera de Irlanda    | Munster          | Bandera de Irlanda    | Munster | 30                 | 19          |             |             |  |                    |          |       |       |  |
|  | Bandera de Irlanda    | Munster          |                       |         |                    |             |             |             |  |                    |          |       |       |  |
|  | Bandera de Francia    | Perpignan        | 10                    |         |                    |             |             |             |  |                    |          |       |       |  |
|  | Bandera de Francia    | Perpignan        | 10                    |         |                    |             |             |             |  |                    |          |       |       |  |
|  |                       |                  |                       |         |                    |             |             |             |  |                    |          |       |       |  |

| Bandera de Irlanda |
| Campeón Munster    |
| Primer título      |